# C-pruganje
C-pruganje, tehnika kromosomskog pruganja, metode u citogenetici kojom se omogućava detekciju konstitutivnog heterokromatina u području centromera (C-pruge) i interkalarnog heterokromatina u području krakova (G-pruge). Tehnika pruganja je nakon hidrolize s NaOH se boja Giemsovom bojom. C-pruge su konstitutivni heterokromatin u području centromera. Na tom je području DNK satelitna (GC- bogata) a DNK je visoko ponavljajuća. Zahvaljujući tehnikama pruganja kromosoma C-pruganja, G-pruganja i R-pruganja može se razlikovati tri vrste kromatina: eukromatin, konstitutivni heterokromatin i interkalarni heterokromatin.